# 화성시 갑
화성시 갑은 대한민국의 국회의원 선거구이다. 경기도 화성시의 일부 지역을 관할한다. 현직 국회의원은 더불어민주당의 송옥주이다.

## 역사
제18대 국회의원 선거를 앞두고 화성시 선거구가 갑, 을로 분구되면서 신설되었다. 
제20대 국회의원 선거를 앞두고 화성시 병이 신설되면서 봉담읍이 화성시 병 선거구로 넘어갔다.
제21대 국회의원 선거를 앞두고 화성시 지역의 선거구가 조정되었다. 이에 따라 봉담읍 중 구 갈담면 지역(분천리, 왕림리, 세곡리, 당하리, 마하리, 상기리, 하가등리, 유리, 덕리, 덕우리)을 넘겨받았다. 이에 헌정 사상 최초로 읍면동을 분할하여 구성된 국회의원 선거구가 되었다.
제22대 국회의원 선거를 앞두고 화성시 갑 선거구에서 관할하던 봉담읍 지역을 모두 화성시 병 선거구로 넘겼다.

## 관할 구역
| 대수      | 관할 구역 |
| --------- | --- |
| 18대~19대 | 화성시 봉담읍, 우정읍, 향남읍, 매송면, 비봉면, 마도면, 송산면, 서신면, 팔탄면, 장안면, 양감면, 정남면, 남양동         |
| 20대      | 화성시 우정읍, 향남읍, 남양읍, 매송면, 비봉면, 마도면, 송산면, 서신면, 팔탄면, 장안면, 양감면, 정남면                 |
| 21대      | 화성시 봉담읍, 우정읍, 향남읍, 남양읍, 매송면, 비봉면, 마도면, 송산면, 서신면, 팔탄면, 장안면, 양감면, 정남면, 새솔동 |
| 22대~     | 화성시 우정읍, 향남읍, 남양읍, 매송면, 비봉면, 마도면, 송산면, 서신면, 팔탄면, 장안면, 양감면, 정남면, 새솔동         |

## 역대 국회의원
| 선거   | 정당 | 정당         | 의원   |
| ------ | ---- | ------------ | ------ |
| 2008년 |      | 한나라당     | 김성회 |
| 2012년 |      | 새누리당     | 고희선 |
| 2013년 |      | 새누리당     | 서청원 |
| 2016년 |      | 새누리당     | 서청원 |
| 2020년 |      | 더불어민주당 | 송옥주 |
| 2024년 |      | 더불어민주당 | 송옥주 |

## 역대 선거 결과

### 대한민국 제18대 국회의원 선거
|  | 46.30% |

|  | 25.31% |

|  | 19.30% |

|  | 7.41% |

|  | 1.65% |

### 대한민국 제19대 국회의원 선거
|  | 41.77% |

|  | 36.83% |

|  | 18.37% |

|  | 3.00% |

### 2013년 대한민국 재보궐선거
|  | 62.66% |

|  | 29.16% |

|  | 8.16% |

### 대한민국 제20대 국회의원 선거
|  | 52.29% |

|  | 36.71% |

|  | 8.17% |

|  | 2.81% |

### 대한민국 제21대 국회의원 선거
|  | 49.65% |

|  | 44.24% |

|  | 3.80% |

|  | 1.62% |

|  | 0.67% |

### 대한민국 제22대 국회의원 선거
|  | 55.88% |

|  | 44.11% |

2024년 4월 10일 대한민국 제22대 국회의원 선거 결과, 송옥주 더불어민주당 후보자가 당선되었다.

## 같이 보기
- 경기도의 선거구
- 화성시
- 화성시의 국회의원￦